# Ferdinand Novak
Ferdinand (tudi: Nande, Ferdo) Novak, slovenski posestnik in politik, * 1892, † 1973. 
Pripadal je Koroščevemu političnemu taboru. Od leta 1921 je bil župan v Nevljah, v letih 1927–1932 je bil tudi predsednik Županske zveze. Leta 1927 je bil izvoljen za oblastnega poslanca Ljubljanske oblasti. Leta 1932 pa je bil razrešen vseh funkcij, ker je odklonil ponudbo, da bi v kamniškem srezu kandidiral za narodnega poslanca na Živkovićevi listi. Zaprli so mu gostilno, pri občinskih volitvah 1933 pa so ga za tri tedne poslali v konfinacijo v Maribor. Ko bi ga nato po pritožbi morali izpustiti, so proti njemu uvedli še sodni proces po zakonu o zaščiti države. Kljub temu je bil na občinskih volitvah 1933 izvoljen za župana občine Kamnik-okolica. Decembra 1936 je bil ponovno izvoljen za predsednika Županske zveze, decembra 1937 pa je bil izvoljen za župana občine Kamnik. Bil je tudi načelnik krajevne Kmečke zveze. Na skupščinskih volitvah 1938 je bil na Stojadinovićevi listi izvoljen kot namestnik Ivana Štrcina za srez Kamnik. Januarja 1939 je bil imenovan za banskega svetnika za mesto Kamnik.